# Вечный огонь (Ярославль)
Монумент «Вечный огонь» — памятник в Ярославле в честь боевой и трудовой славы ярославцев в годы Великой Отечественной войны 1941—1945 годов. Расположен в историческом центре города на площади Челюскинцев.

## Описание
Представляет собой две прямоугольные стелы из серого гранита с барельефными изображениями солдата и женщины, с высеченными надписями «Слава воинам-героям» и «Слава героям труда». Между стелами расположен вечный огонь. Авторы — архитектор Григорий Захаров, скульптор Лев Кербель.
Перед монументом по проекту архитектора В. Ф. Марова устроена площадь, вымощенная плиткой и украшенная газонами и цветниками.
Памятник является одним из основных объектов, посещаемых ярославскими молодожёнами.

## История
Памятник расположен на засыпанной части Медведицкого оврага, разделявшего Ярославский кремль и посад. До начала XIX века на его месте находился Фроловский мост через овраг.
Торжественное открытие монумента состоялось 29 октября 1968 года. Огонь зажжён первым секретарём Ярославского обкома КПСС Ф. И. Лощенковым факелом, зажжённым от огня на Могиле Неизвестного Солдата в Москве и привезённым в Ярославль делегацией, состоящей из генерала армии П. И. Батова, завкафедрой физвоспитания ЯТИ Ю. И. Сироткина, секретаря партийного бюро вагоноремонтного завода В. А. Чаенкова, бывшего комполка Ярославской дивизии В. И. Малкова, бригадира кузнецов ЯМЗ В. П. Комарова, начальник экскаваторной колонны ЯМЗ И. Ф. Коппалов, завотделом пропаганды и агитации горкома КПСС Г. Ф. Степанова и зампредседателя горисполкома С. И. Киселёва.
В 2009 году монумент подвергся реконструкции.
С конца 2000-х годов в проёме между стелами открывается вид на новопостроенный Успенский кафедральный собор.